# Nicolás Rey y Redondo
Nicolás Rey y Redondo (1 de fevereiro de 1834, Burgos - 5 de setembro de 1917, San Cristóbal de La Laguna, Tenerife) foi um clérigo espanhol, o quinto bispo da diocese de San Cristóbal de La Laguna.

## Biografia
Rey y Redondo foi ordenado sacerdote em 10 de junho de 1860. Licenciado em Teologia e doutor em Jurisprudência, era cônego de Burgos. Nicolás foi nomeado para o bispado de Tenerife por decreto de 5 de fevereiro de 1894 da rainha Vitória Eugénia de Battenberg, embora esta nomeação teve que ser confirmada pelo papa Leão XIII, o que ocorreu no dia 21 de maio do mesmo ano.
Rey y Redondo recebeu a consagração episcopal em 8 de setembro de 1894, na Catedral de Burgos, pelo Arcebispo Serafino Cretoni, Núncio Apostólico na Espanha, assistido por Gregorio María Aguirre y García, OFM Disc., Arcebispo de Burgos, e Ramón Fernández Piérola y Lopez de Luzuriaca, Bispo de Vitória.
Adotou como lema “Ad majorem Dei Gloriam”. No dia 9 de novembro chegou à diocese. Ele foi o promotor da construção da nova Catedral de La Laguna, consagrada em 6 de setembro de 1913. No total, ordenou 44 sacerdotes diocesanos. Foi senador da Espanha pela Arquidiocese de Sevilha em 1899 e 1900.
Bispo Nicolás Rey y Redondo morreu em San Cristóbal de La Laguna em 5 de setembro de 1917 e foi enterrado na capela da Imaculada Conceição da Catedral de La Laguna.